# Kill City
Kill City — студийный альбом бывшего вокалиста The Stooges Игги Попа и гитариста Джеймса Уильямсона, выпущенный в 1977 году.

## Об альбоме
Композиции «Johanna» и «I Got Nothin’» были написаны Джеймсом Уильямсоном ещё в составе The Stooges. Kill City был записан в 1975 году, после распада The Stooges. Игги Поп планировал использовать его для демонстрации лейблам, в надежде получить новый контракт. Вокал записывался в выходные дни, когда Поп получал разрешение покидать психиатрическую больницу, в которой лечился от героиновой зависимости. Когда Джеймс Уильямсон получил аванс от лейбла Bomp, для последующего выпуска пластинки, его часть была потрачена на пересведе́ние оригинального материала.

## Восприятие
Даже эти соскобы с донышка звучат потрясающе.
Первые рецензии на пластинку появились в британской прессе в конце января 1978 года и носили восторженный характер. Музыкальные обозреватели сходились во мнении, что Kill City являлся связующим звеном между бешеным гипердрайвом The Stooges в Raw Power и навязанным моториком Боуи в The Idiot, проводились параллели со сходными по значимости Exile on Main St The Rolling Stones и L.A. Woman The Doors. Американские издания были несколько сдержаннее, но, в целом, также выражали уважение к таланту и авторитету Попа в эпоху расцвета панка, а также к качеству предложенного музыкального материала. Еженедельник Billboard отметил, что музыкант уже выздоровел и подписал контракт с RCA и сообщил, что этот LP должен порадовать его растущую армию поклонников. Рецензент с удовлетворением обратил внимание, что Уильямсон переработал пластинку в жизнеспособную коммерческую форму, а её звук теперь «не такой безжалостно примитивный, как The Stooges», с привлечением африканских барабанов и конгов, особенно выделив саксофон Джон Хардена. Всё это способствовало созданию богатых звуковых паттернов, и должно было стать залогом отнесения записи в разряд классических работ Игги Попа. «Этот сборник состоит из материала, записанного до сотрудничества Игги с Дэвидом Боуи, — писал Cashbox в номере от 4 марта 1978 года, — Во многом он показывает, почему его так обожает движение новой волны, хотя он записывался уже много лет назад: во многих песнях присутствует та же грубость и гнев, которые сейчас часто появляются на пластинках панка и новой волны. Но опыт Игги даёт ему преимущество перед многими новичками».

## Список композиций
Слова и музыка всех песен — написаны Игги Попом и Джеймсом Уильямсоном, если не указано иное.
| №  | Название         | Длительность |
| -- | ---------------- | ------------ |
| 1. | «Kill City»      | 2:20         |
| 2. | «Sell Your Love» | 3:37         |
| 3. | «Beyond the Law» | 3:03         |
| 4. | «I Got Nothin’»  | 3:25         |
| 5. | «Johanna»        | 3:05         |
| 6. | «Night Theme»    | 1:13         |

| №                   | Название                | Автор(ы)                        | Длительность |
| ------------------- | ----------------------- | ------------------------------- | ------------ |
| 1.                  | «Night Theme (Reprise)» |                                 | 1:05         |
| 2.                  | «Consolation Prizes»    |                                 | 3:16         |
| 3.                  | «No Sense of Crime»     |                                 | 3:43         |
| 4.                  | «Lucky Monkeys»         |                                 | 3:38         |
| 5.                  | «Master Charge»         | Скотт Тёрстон, Джеймс Уильямсон | 4:30         |
| Общая длительность: | Общая длительность:     | Общая длительность:             | 32:55        |

## Участники записи
Приведены по сведениям базы данных Discogs.
Музыканты:
- Игги Поп — вокал
- Джеймс Уильямсон — гитара, вокал
- Скотт Тёрстон[англ.] — бас, гитара, губная гармоника, клавишные, звуковые эффекты, специальные эффекты, вокал, бэк-вокал (в песнях «Kill City», «Night Theme», «Johanna» и «Night Theme (Reprise)»)
- Брайан Гласкок[англ.] — перкуссия, ударные, вокал, бэк-вокал, гуиро, конга
- Джон Харден — саксофон
- Хант Сэйлс — ударные, бэк-вокал (в песнях «Lucky Monkeys» и «Master Charge»)
- Тони Сэйлс — бас, ударные, бэк-вокал (в песнях «Lucky Monkeys» и «Master Charge»)
- Стив Трэнио — бас (в песнях «Sell Your Love», «I Got Nothin’» и «Lucky Monkeys»)
- Гэйна — бэк-вокал (в песнях «Night Theme» и «Night Theme (Reprise)»)

Производственный персонал:
- Джеймс Уильямсон — музыкальный продюсер, микширование
- Питер Хейден — ассистент звукорежиссёра
- Тони Готлиб — ассистент звукорежиссёра
- Дэвид Аллен — обложка альбома